# Europamesterskaberne i amatørboksning 1957
Europamesterskaberne i amatørboksning 1957 blev afviklet den 25. maj til den 5. juni 1957 i Prag. Det var 12 gang, der blev afholdt EM for amatørboksere. Turneringen blev arrangeret af den europæiske amatørbokseorganisation EABA. Der deltog 149 boksere fra 21 lande.
Ingen danskere deltog.

## Medaljevindere
| Event                     | Guld                               | Sølv                              | Bronze                                                      |
| ------------------------- | ---------------------------------- | --------------------------------- | ----------------------------------------------------------- |
| Fluevægt (– 51 kg)        | Manfred Homberg Vesttyskland       | Mircea Dobrescu Rumænien          | Peter Davies Wales René Libeer Frankrig                     |
| Bantamvægt (– 54 kg)      | Oleg Grigoryev Sovjetunionen       | Gianfranco Piovesani Italien      | Peter Goschka Vesttyskland Johnny Morrisey Skotland         |
| Fjervægt (– 57 kg)        | Dimitar Velinov Bulgarien          | Mario Sitri Italien               | Kazimierz Boczarski Polen Vladimir Safronov Sovjetunionen   |
| Letvægt (– 60 kg)         | Kazimierz Paździor Polen           | Olli Mäki Finland                 | John Kidd Skotland Horst Herper Vesttyskland                |
| LetWeltervægt (– 63.5 kg) | Vladimir Yengibaryan Sovjetunionen | Walter Ivanus Tjekkoslovakiet     | Zygmunt Milewski Polen Ilija Lukić Jugoslavien              |
| Weltervægt (– 67 kg)      | Manfred Grauss Vesttyskland        | Leopold Potesil Østrig            | Yuri Gromov Sovjetunionen Fred Tiedt Irland                 |
| Letmellemvægt (– 71 kg)   | Nino Benvenuti Italien             | Tadeusz Walasek Polen             | Rolf Caroli Østtyskland Ivan Sobolev Sovjetunionen          |
| Mellemvægt (– 75 kg)      | Zbigniew Pietrzykowski Polen       | Dragoslav Jakovljević Jugoslavien | Paul Nickel Østtyskland Karl Schoenberg Vesttyskland        |
| Letsværvægt (– 81 kg)     | Gheorghe Negrea Rumænien           | Petar Stankov Bulgarien           | Zdenek Cipro Tjekkoslovakiet Laszlo Csabajszky Ungarn       |
| Sværvægt (+ 81 kg)        | Andrey Abramov Sovjetunionen       | Vasile Mariutan Rumænien          | Josef Němec Tjekkoslovakiet Branislav Davidović Jugoslavien |

## Medaljefordeling
| Placering | Land            | Guld | Sølv | Bronze | Total |
| --------- | --------------- | ---- | ---- | ------ | ----- |
| 1         | Sovjetunionen   | 3    | 0    | 3      | 6     |
| 2         | Polen           | 2    | 1    | 2      | 5     |
| 3         | Vesttyskland    | 2    | 0    | 3      | 5     |
| 4         | Italien         | 1    | 2    | 0      | 3     |
| –         | Rumænien        | 1    | 2    | 0      | 3     |
| 6         | Bulgarien       | 1    | 1    | 0      | 2     |
| 7         | Tjekkoslovakiet | 0    | 1    | 2      | 3     |
| –         | Jugoslavien     | 0    | 1    | 2      | 3     |
| 9         | Finland         | 0    | 1    | 0      | 1     |
| –         | Østrig          | 0    | 1    | 0      | 1     |
| 11        | Østtyskland     | 0    | 0    | 2      | 2     |
| –         | Skotland        | 0    | 0    | 2      | 2     |
| 13        | Frankrig        | 0    | 0    | 1      | 1     |
| –         | Ungarn          | 0    | 0    | 1      | 1     |
| –         | Irland          | 0    | 0    | 1      | 1     |
| –         | Wales           | 0    | 0    | 1      | 1     |

## Eksterne links
- 12. Europamesterskab i boksning Arkiveret 2. februar 2012 hos  Wayback Machine (engelsk)